# Angelo Brunetti
Angelo Brunetti, noto anche con lo pseudonimo di Ciceruacchio (Roma, 27 settembre 1800 – Ca' Tiepolo, 10 agosto 1849), è stato un patriota italiano che combatté per la seconda Repubblica romana, alla cui caduta fuggì con Giuseppe Garibaldi per raggiungere Venezia. Il soprannome Ciceruacchio, datogli da bambino, è la corruzione dell'originale romanesco ciruacchiotto ("grassottello").

## Biografia
Nato a Roma da un maniscalco nel rione di Campo Marzio, fu di mestiere carrettiere del porto di Ripetta, trasportando vino dai Castelli romani e poi gestendo una taverna nei pressi di Porta del Popolo. Sembra che in età giovanile abbia esercitato la mansione di "garzone" nel Seminario Romano all'Apollinare. Infatti nelle scale secondarie, in un'umile stanzuccia, sulla porta di ingresso è scritto a matita: "Angelo Brunetti". Di carattere brillante e molto socievole, era beneamato dal popolo romano, anche per il suo comportamento durante l'epidemia di colera del 1837. Grazie alla sua innata capacità dialettica che non poté mai coltivare con l'istruzione (parlava solo ed unicamente in romanesco), divenne presto un rappresentante informale dei sentimenti popolari. Questa sua caratteristica emerse appieno con l'avvento al soglio pontificio di papa Pio IX nel 1846.

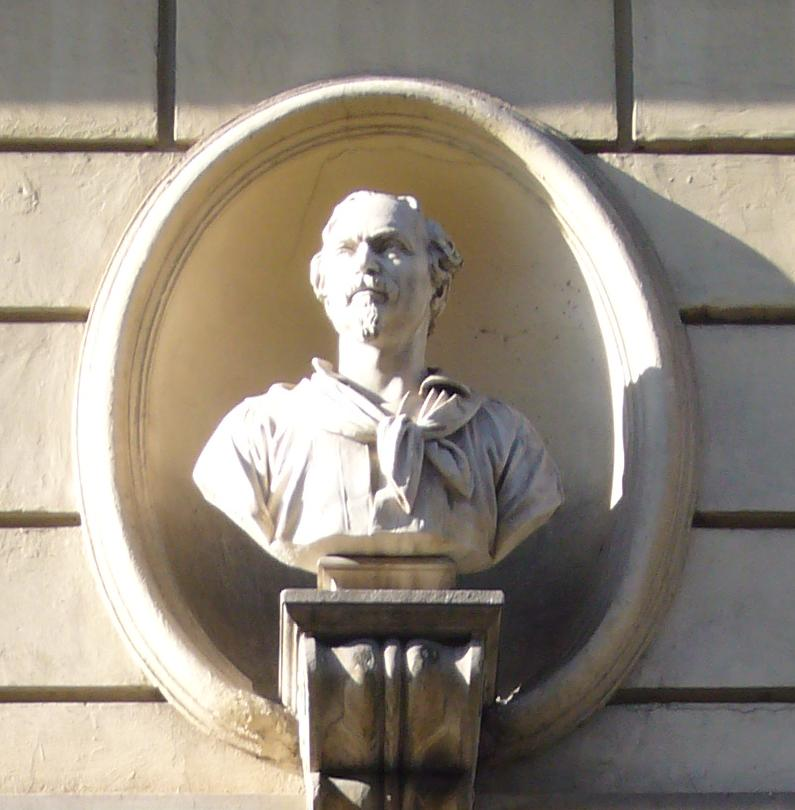
Busto di Ciceruacchio sulla sua casa in via Ripetta

Brunetti si fece portavoce dell'ansia popolare per il ritardo delle tanto attese e promesse riforme annunciate dal nuovo pontefice. Nel luglio del 1846, in una manifestazione di popolo, ringraziò pubblicamente il Papa per aver concesso la libertà ai prigionieri politici, donando alla popolazione alcune botticelle di vino ed accendendo un grande fuoco vicino a Porta del Popolo. Nella primavera e nell'estate del 1847 Brunetti fu il diretto organizzatore di manifestazioni popolari al fine di incitare il Papa a continuare nel suo piano di riforme politiche all'interno dello Stato Pontificio. Il 17 aprile 1848, sera della Pasqua ebraica, si unì alla demolizione dei portoni del ghetto ebraico di Roma ordinata dall'autorità. Al Museo del Risorgimento di Roma si conserva ancora la sua giacchetta rossa con ricamata più volte la scritta "Viva Pio IX", che allora riscuoteva grandi consensi per la sua politica "liberale".
Abbracciata la causa mazziniana dopo il disimpegno sulla guerra del pontefice, avvenuto con l'allocuzione del 29 aprile 1848, aderì alla Rivoluzione del 1849. Partecipò attivamente ai combattimenti contro l'assediante francese e dopo la caduta della Repubblica Romana, nel luglio dello stesso anno, lasciò Roma con l'intento di raggiungere Venezia, che ancora resisteva agli Austriaci, insieme a Garibaldi e ad alcuni fedelissimi. Attraversati gli Appennini, raggiunse Cesenatico dove, requisiti alcuni bragozzi, si imbarcò. In prossimità del delta del Po fu intercettato da una vedetta austriaca e costretto con gli altri all'approdo.
Ciceruacchio e i suoi compagni chiesero l'aiuto di alcuni abitanti del posto per raggiungere Venezia, ma questi li denunciarono alle autorità. Brunetti fu così arrestato dagli Austriaci e fucilato a mezzanotte del 10 agosto 1849, insieme al figlio Lorenzo di tredici anni, al prete Stefano Ramorino, Lorenzo Parodi di Genova, Luigi Bossi di Terni (che era in realtà il figlio maggiore di Angelo Brunetti, Luigi, che aveva cambiato nome dopo essere stato accusato di essere l'esecutore materiale dell'assassinio di Pellegrino Rossi, capo del governo pre-rivoluzionario), Francesco Laudadio di Narni, Paolo Baccigalupi e Gaetano Fraternali (entrambi di Roma).

## Tributi

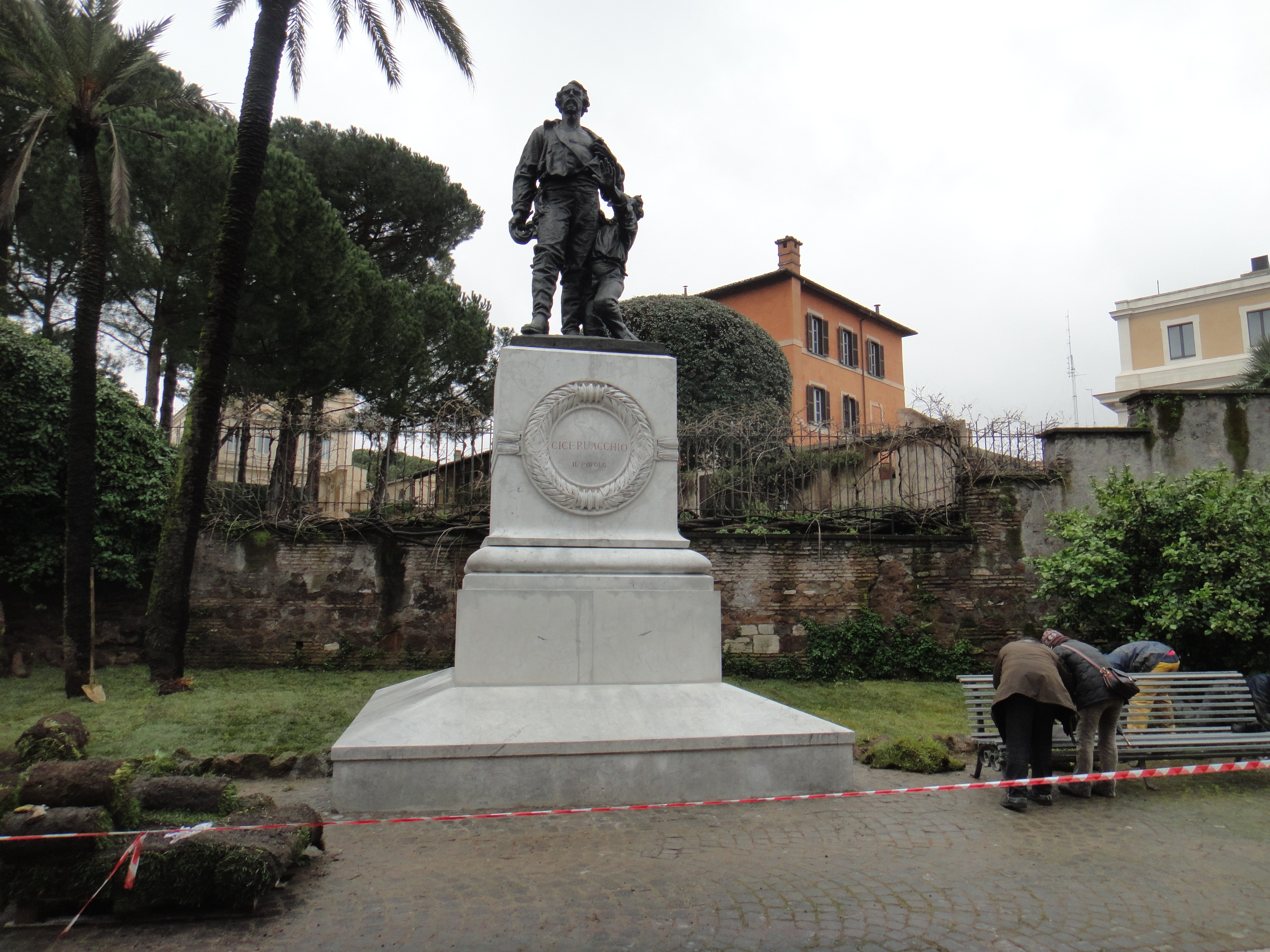
Roma, monumento a Ciceruacchio nella nuova sistemazione al Gianicolo

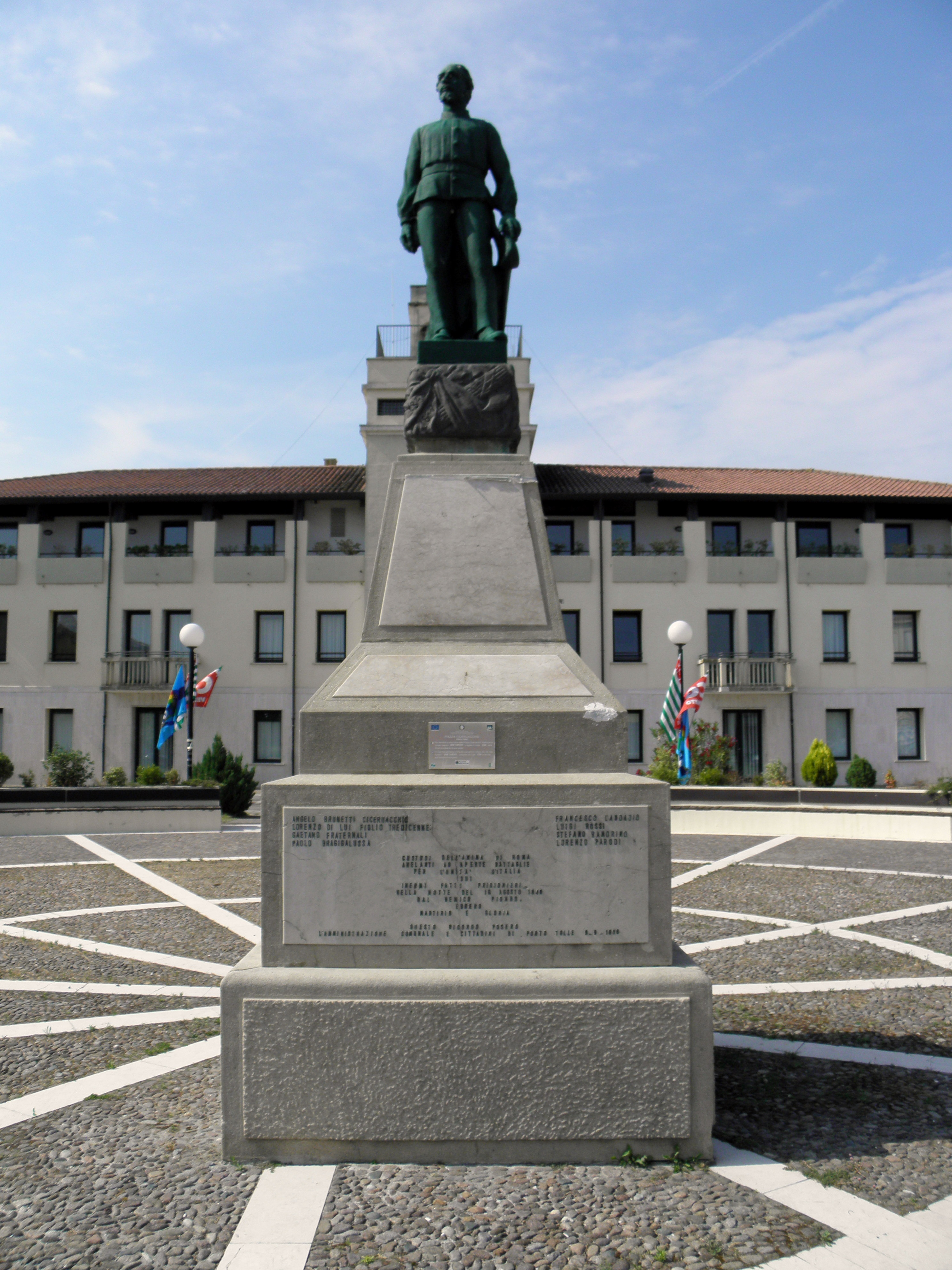
Ca' Tiepolo, monumento ad Angelo Brunetti

- Roma gli ha dedicato un monumento, realizzato nel 1907 dallo scultore siciliano Ettore Ximenes, che, già spostato nel 1960 in occasione della creazione del sottovia di Passeggiata di Ripetta, in occasione del 150º anniversario dell'Unità d'Italia è stato trasferito al Gianicolo ed inaugurato il 16 marzo 2011. La nuova collocazione, poco prima dell'uscita verso San Pancrazio, accanto al viale intitolato al figlio Lorenzo, intende restituire al monumento a Ciceruacchio, prima sistemato ai margini di un'arteria di rapido scorrimento, il giusto decoro, trasferendolo nel luogo simbolo del Risorgimento romano e sottraendolo ad una situazione di grave degrado ambientale e atmosferico.
- Un busto commemorativo di Ciceruacchio è stato posto nel 1872 in via Ripetta 248, a Roma.
- Un altro monumento si trova a Ca' Tiepolo, frazione di Porto Tolle, opera dello scultore Giuseppe Milani.[4]
- Sempre a Roma, ad Angelo Brunetti è dedicata una via, non lontana da quella via di Ripetta dove lavorava prima di diventare un rivoluzionario, e un centro sociale per anziani nel I municipio.
- La città di Milano gli ha dedicato una via nella zona di viale Certosa; altre vie gli sono state intitolate in diversi comuni, tra cui Bologna, Monterotondo[5] e Mentana in provincia di Roma. Il comune di Cesenatico gli ha intitolato una piazza lungo il porto canale cittadino.
- A Cesenatico (FC) esiste una piazza a lui dedicata, Piazza Ciceruacchio, nel luogo in cui si trova la biblioteca, ex Casa del Fascio Targa sul valico di Bocca Trabaria

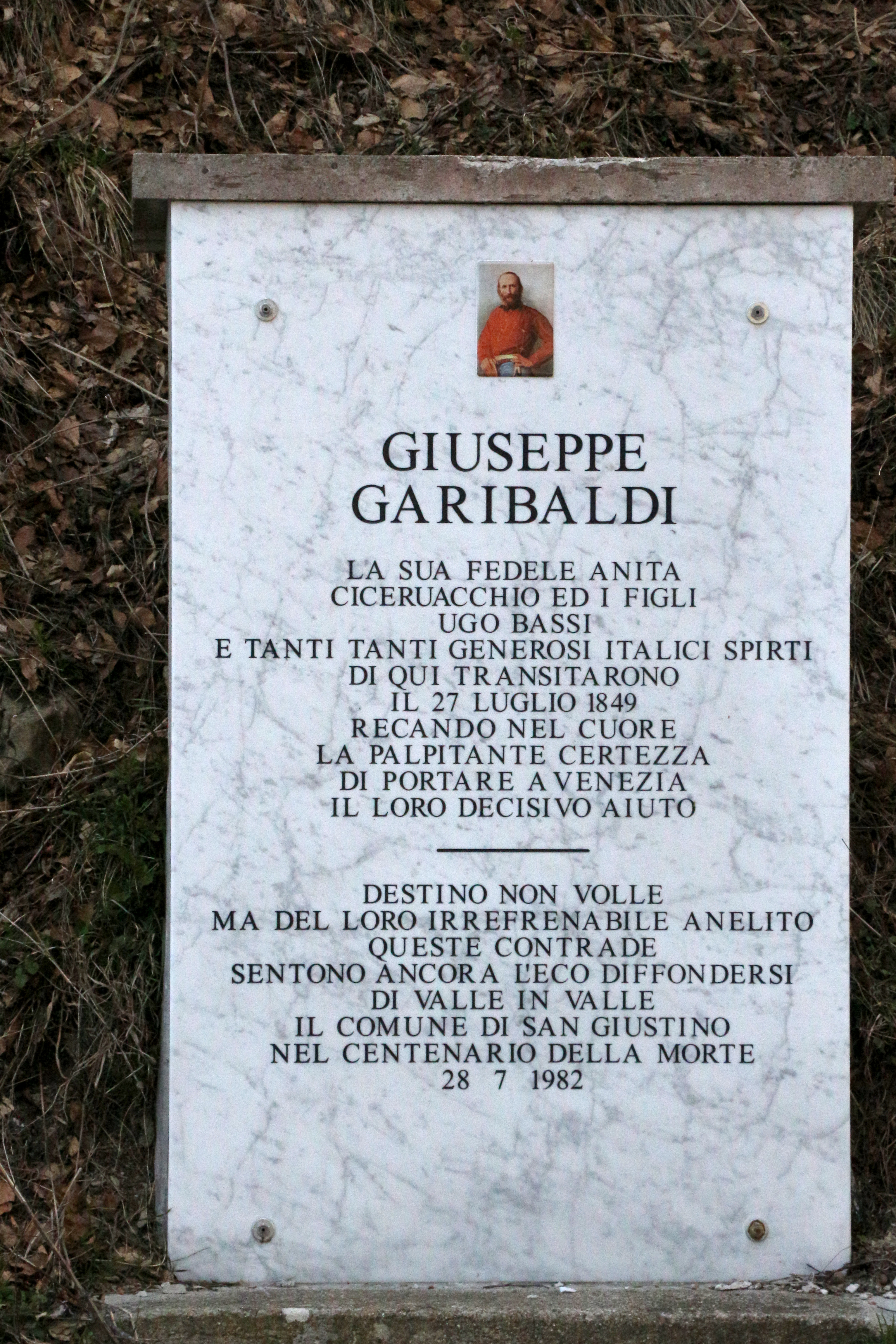
Targa sul valico di Bocca Trabaria

- Sul valico di Bocca Trabaria, tra Toscana e Marche, il Comune di San Giustino ha posto una lapide che ricorda il passaggio di Garibaldi, di Anita, di Ciceruacchio e di altri, nel loro tentativo di raggiungere Venezia.

## Riferimenti nella cultura di massa
- La prima trasposizione cinematografica di Angelo Brunetti risale al 1915, con il film muto Ciceruacchio, prodotto dalla romana Tiber Film e diretto da Emilio Ghione, nel quale il patriota italiano venne interpretato da Gastone Monaldi. Si tratta di una pellicola oggi perduta[6]
- Nel 1952 Ciceruacchio è presente in Camicie rosse di Goffredo Alessandrini e Francesco Rosi. La scena della fucilazione ritrae il figlioletto che, gridando e piangendo, corre verso il padre che sta per essere fucilato. Lo abbraccia, quasi a parargli i colpi di fucile, ma viene colpito a morte anche lui. Anche in questo film la scena della fucilazione si svolge prima di sera, ma il cupo paesaggio del delta padano, esaltato dalle immagini in bianco e nero, sembra collocarla temporalmente di notte.
- Nel 1990 ne In nome del popolo sovrano di Luigi Magni Ciceruacchio compare impersonato dal noto attore Nino Manfredi. Nel film di Luigi Magni, la fucilazione sua e del figlioletto è ambientata di giorno e anteposta a quelle di Ugo Bassi e Giovanni Livraghi.
- Nel 2012 viene ricordato anche in Anita Garibaldi, mini serie in due puntate per la televisione trasmessa da Rai 1 diretta da Claudio Bonivento e interpretata da Valeria Solarino e Giorgio Pasotti, in cui Ciceruacchio viene interpretato da Giorgio Gobbi.